# علوم دامی

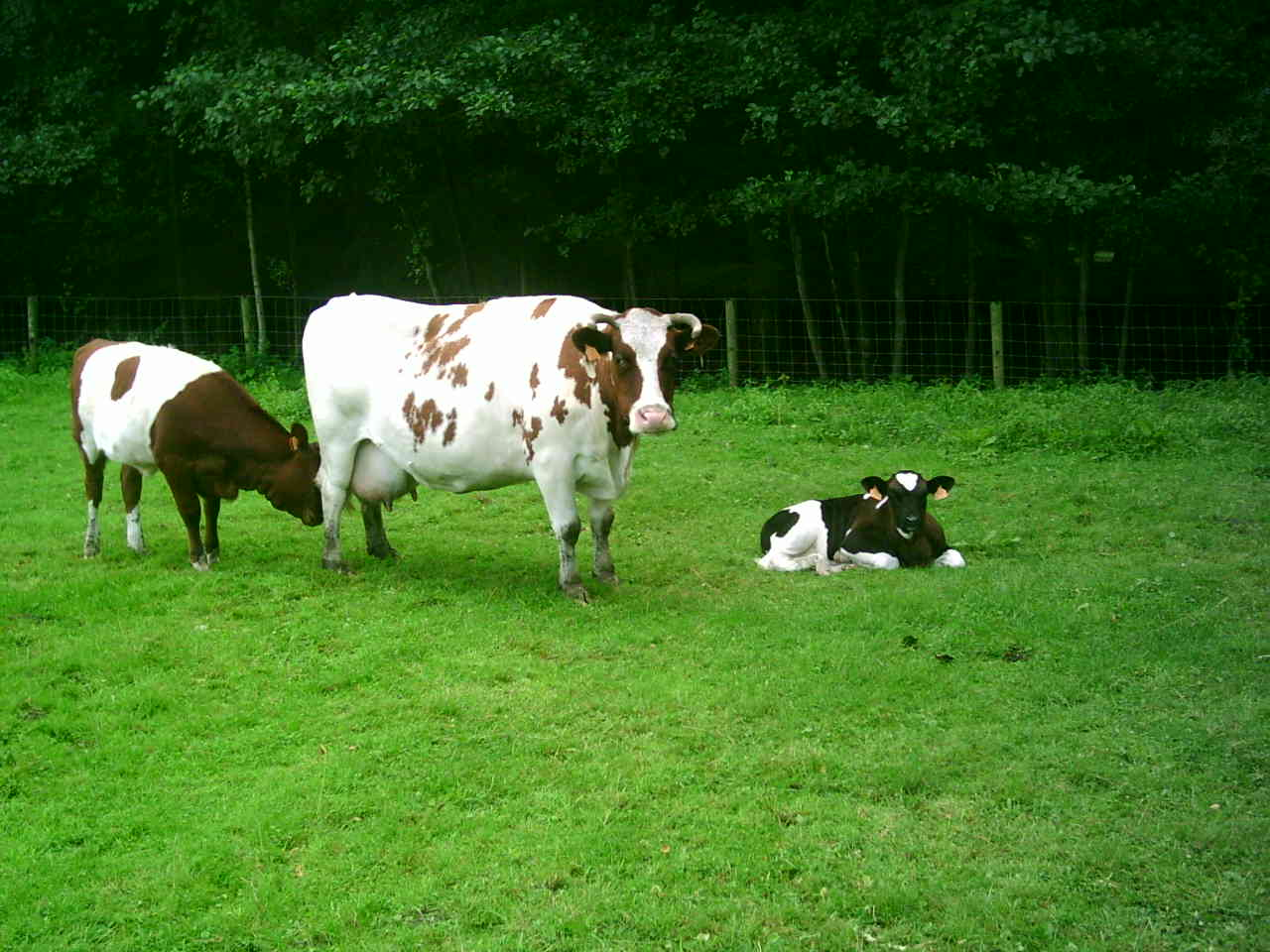
گاو

رشته مهندسی علوم دامی، مجموع علومی است که با فیزیولوژی دام، ژنتیک و اصلاح نژاد دام، تغذیه دام و بهداشت و پیشگیری از بیماری‌های دام و مدیریت سروکار دارند. علوم دامی اطلاعات گسترده در مورد پرورش با تأکید بر آسا زیستی  و رفاه گونه‌های دام سبک، دام سنگین، ماکیان، آبزیان، زنبور عسل و کرم ابریشم به‌صورت تخصصی با هدف تولید فرآورده‌های جانوری یا برای پرورش حیوانات خانگی ارائه می‌دهد.
به عبارتی فن پرورش براساس اصول بهداشتی و تغذیه‌ای و اقتصادی دام و طیور و آبزیان و حشرات است.
امروزه تولید محصولات پروتئینی مبتنی بر سامانه‌های سنتی دامپروری جوابگوی نیاز جامعه نیست و نیازمند تربیت دانش آموختگان کارآمد در رشته دامپروری و علوم دامی هستیم تا با فعالیت در این حوزه بتوان به امنیت غذایی و پاسخگویی جمعیت در حال افزایش باشاگر علاقمند به جانوران اهلی هستید، یکی از بهترین و متنوع‌ترین رشته‌های تحصیلی، علوم دامی است که می‌تواند اطلاعات وسیعی درمورد تغذیه و پرورش و نگهداری جانوران مختلف برای مثال پرورش گاو، پرورش ماکیان، آبزیان، زنبور عسل، کرم ابریشم، بوقلمون، شتر مرغ، شتر، گاومیش، گوسفند، بز، اسب و حیوانات خانگی بدهد.

## تاریخچه رشته علوم دامی و دامپروری در ایران
پیشینهٔ دامپروری به ۱۲۰۰۰ سال گذشته و با اهلی کردن جانوران توسط بشر برمیگردد.
تاریخچه تدریس در زمینه امور دام و علوم دامی در ایران از سال ۱۲۷۹شمسی با تأسیس مدرسهٔ فلاحت مظفری شروع شد که در این مدرسه دروس کشاورزی و امور دام تدریس می‌شد و تمام دانش‌آموختگان در مناطق روستایی مشغول فعالیت‌های تولیدی می‌شدند، در دانشگاه تهران از دهه ۲۰ شمسی آموزش دامپروری به صورت چند واحد درسی با عنوان «دامپروری» ابتدا در سال ۱۳۲۴ در دانشکده کشاورزی آغاز شد تا اینکه در سال ۱۳۳۴ «واحد دامپروری» دانشکده بنیاد نهاده شد.
در سال ۱۳۳۵ گرایش دامپروری با ۱۵ واحد درسی در دوره کارشناسی رشته کشاورزی عمومی راه‌اندازی شد.
در سال ۱۳۴۰ این گرایش به رشته دامپروری در مقطع کارشناسی تبدیل شد و در سال ۱۳۴۲ گروه دامپروری به عنوان یکی از گروه‌های دانشکده کشاورزی به رسمیت شناخته شد. و از اوایل دهه شصت علوم دامی و دامپروری به عنوان یکی از گرایش‌های مهندسی کشاورزی مطرح گردید و مقطع کارشناسی ارشد علوم دامی در دانشگاه تهران برای اولین بار در سال ۱۳۶۴ به صورت ناپیوسته و دوره‌های دکتری در سال ۱۳۷۳ در رشته تغذیه دام، در سال ۱۳۸۰ در رشته اصلاح نژاد دام و در سال ۱۳۸۳ در رشته فیزیولوژی دام راه‍اندازی شدند.

## مباحث
علوم دامی توانایی‌هایی را در زمینه صنایع کشاورزی، مهارت در مباحث تئوری و عملی تولید و پرورش حیوان، امنیت محصولات غذایی، جنبه‌های اخلاقی کیفیت و امنیت غذایی، رفاه جانوران، تغییر روش‌های قدیمی، و تلفیق تئوری و عملی مهارت‌های صنعتی ارائه می‌کند.
عمده مباحث در کارشناسی علوم دامی دربارهٔ پرورش انواع جانوران مزرعه‌ای و رفتارشناسی، فیزیولوژی، تغذیه، ژنتیک واصلاح دام و مدیریت فارم است.
مبحث فیزیولوژی دام شامل فیزیولوژی تکمیلی و تولیدمثل دام و ماکیان و هورمون شناسی و غدد داخلی و ایمنی‌شناسی در دام و ماکیان به جهت افزایش تولیدمثل و رفتارشناسی و کنترل عوامل محیطی و تنش به جهت بالا بردن راندمان تولید و تولیدمثل و ارائهٔ خدمات تولیدمثلی همانند تلقیح مصنوعی و تشخیص بارداری می‌باشد.
مبحث تغذیه دام به‌طور تخصصی شامل گرایش‌های تغذیه نشخوارکنندگان وتک معده‌ای ها(خوک، اسب، طیور)می‌باشد که به رفع ناهنجاری‌های متابولیکی و ارائهٔ جیرهٔ مناسب برای دوران‌های مختلف رشد و تولید در دام و ماکیان آبزیان و زنبور عسل می‌پردازد.
ژنتیک و اصلاح دام در دو سطح سلولی-مولکولی (شناسائی حیوان دارای ژن مورد نظر با استفاده از مارکرها- تولید جانوران ترانسژنیک) و همچنین در سطح روش‌های اصلاح ژنتیک کمی به گزینش جانوران برتر از نظر سطح تولید و ماندگاری یا مقاومت به بیماری‌ها و شرایط سخت آب و هوایی می‌پردازد.

## چالش‌ها و مشکلات
- برای رسیدن به توانایی بالقوهٔ خودکفایی محصولات لبنی وگوشتی و تولیدات دامی کشور، با توجه به افزایش حداقل دو برابری تقاضا تا بیست سال آینده نیاز باتوجه به اینکه مصرف گوشت در سراسر دنیا از سی سال گذشته تا کنون به بیش از پنج برابر رشد یافته است، نیاز به متخصصان علوم دامی در واحدهای پرورشی و تولیدی در سراسر دنیا حس می‌شود تا نیل به اهداف توسعه کشاورزی پایدار شود.
- اخیراً تحقیقاتی و تولیداتی در سطح آزمایشگاه‌ها در مورد تولید گوشت مصنوعی تحت عنوان گوشت درون کشتگاهی و شیر و تخم مرغ آزمایشگاهی انجام شد که با موفقیت‌هایی همراه بود، اما این تولیدات بسیار گران و تا کنون تجاری نشده است و همچنین پر هزینه تر از روش سنتی هستند که در حال حاضر وحتی آینده امکان رقابتی شدن قیمت را نخواهند داشت و حتی درصورت رسیدن قیمت هم به چشم یک محصول غیرطبیعی و محصول درجه دوم و جایگزین از آن‌ها یاد خواهد شد، علاوه بر ان طعم مشابه واقعی نداشتند که چالشی بسیار جدی به‌شمار می‌رود که احتمالاً هیچ‌گاه به طعم طبیعی و ارگانیک نخواهند رسید، همچنین انتخاب اکثر مردم معمولاً محصولات طبیعی و ارگانیک خواهد بود تا اینکه محصولات آزمایشگاهی یا تراریخته باشد و برای نگهداری گوشت می‌بایست به ناچار باید افزودنی‌هایی همانند نیترات‌ها و بنزوات سدیم و آمین‌های آروماتیک هتروسیکلیک و هیدروکربن‌های آروماتیک چندحلقه‌ای حتماً باید اضافه کنند که هم صنعتی و شیمیایی هستند و هم ارتباط آن با برخی سرطان‌ها و همچنین تأثیر منفی بر روی DNA اثبات شده است. و برای تولید شیر مصنوعی و سایر لبنیات مصنوعی هم از نوعی مخمر استفاده کرده‌اند به علاوهٔ شکر به جای لاکتوز و آمینو اسیدهای ضروری که این‌ها هم صنعتی و شیمیایی هستند که هیچگاه جایگزین طبیعی شیر نخواهد بود و احتمالاً همانند سایر پروژه‌های مشابه مثل شیر سویا مورد استقبال عمومی قرار نخواهند گرفت که این موارد استفاده در این محصولات لبنی هم صنعتی و شیمیایی هستند و هم وابستهٔ مجدد به دام و طیور برای برداشتن قسمتی از بافت، که متخصصان این زمینه را با مشکلات جدی رو به رو کرده است، بنابراین همانند سایر محصولاتی که به دو صورت طبیعی و غیرطبیعی در بازار موجود هستند قابل رقابت با محصولات طبیعی و ارگانیک نخواهند بود.
- در این میان روش‌های اگرواکولوژی با ترکیب نوآوری‌های تکنولوژیکی و سازمانی، می‌تواند پاسخ این معادله پیچیده را فراهم کند. برای مثال ممانعت از استفاده از مصرف آنتی‌بیوتیک‌ها در خوراک دام وطیور و جلوگیری از بروز مقاومت دارویی در انسان، وظیفه ای است که تنها از عهده متخصصین علوم دامی بر می‌آید و رابطه نزدیکی با سلامتی جوامع بشری دارد. با پیچیده‌تر شدن جوامع انسانی و بزرگتر شدن جمعیت‌های شهری و نیاز به تأمین پروتئین حیوانی سالم، من البعد نمی‌توان انتظار داشت که مواد غذایی سالم به صورت اتوماتیک و پایدار توسط جوامع روستایی تولید می‌شود چرا که نیاز است وزارت کشاورزی با بهره‌گیری از تخصص مهندسین علوم دامی در جهت رفع نیازهای جامعه رو به رشد ایران به غذای سالم اهتمام بیشتری به خرج دهد. حدود ۴۰ سال پیش هدف دامپروری افزایش تولید شیر و گوشت بوده است ولی امروزه تولید پایدار محصولات پروتئینی مد نظر است.
- امروزه نتایج پژوهش‌ها نشان داده است که اگر ما بتوانیم دام‌های مقاوم به بیماری پرورش دهیم نیاز نیست که داروهای زیادی توسط انسان مصرف شود. به عبارت دیگر یکی از راه‌های کاهش مصرف دارو، اصلاح ژنتیکی دام در جهت مقاومت نسبت به بیماری‌ها است.

رشته مهندسی علوم دامی رابطه مستقیمی با سلامتی جامعه دارد و یکی از وظایف کارشناسان علوم دامی نظارت بر کیفیت محصولات پروتئینی است.
یکی از بزرگ‌ترین مشکلات سلامتی انسان‌ها در روزگار حاضر مقاوم شدن باکتری‌ها به آنتی‌بیوتیک‌ها است که کنترل آن در حیوانات اهلی وظیفه متخصصین علوم دامی است که کمک شایانی به جلوگیری از مقاومت ثانویه به آمتیس بیوتیک در مصرف‌کننده محصولات خوراکی دامی می‌کند.

## گرایش‌ها
درمقطع کاردانی:
تکنولوژی دام، تکنولوژی طیور، امور دامی، تولیدات دام و طیور، دامپروری (گرایش پرورش صنعتی گاو)، دامپروری (گرایش پرورش صنعتی طیور)
کارشناسی ناپیوسته:
مهندسی حرفه ای علوم دامی، مهندسی فناوری دامپروری (پرورش صنعتی گاو)، مهندسی فناوری دامپروری (پرورش صنعتی طیور)
در مقطع کارشناسی پیوسته：
علوم دامی
در گذشته شامل دو گرایش دام و طویر (ماکیان) می‌شد و بعد از سال ۱۳۹۵ این دو گرایش حذف شدند و رشته‌ای واحد که تلفیقی از هر دو است را به وجود آوردند، مهندسی علوم دامی (جامع).
- دانشگاه‌های مورد پذیرش در مقطع کارشناسی عبارتند از:

دانشگاه دولتی
دانشگاه آزاد اسلامی
دانشگاه پیام نور
دانشگاه جامع علمی کاربردی
دانشگاه فنی و حرفه ای
رشته علوم دامی در مقاطع تحصیلات تکمیلی:
دارای ۵ گرایش در مقطع کارشناسی ارشد و ۴ گرایش در دکترا می‌باشد:
کارشناسی ارشد شامل:
۱_فیزیولوژی دام و طیور
۲_ژنتیک و اصلاح نژاد دام و طیور
۳_تغذیه دام
۴_تغذیه طیور
۵_زنبور عسل است.
مقطع تحصیلی دکتری شامل:
۱_فیزیولوژی دام و طیور
۲_تغذیه دام
۳_ژنتیک و اصلاح دام و طیور
۴_تغذیه طیور
فیزیولوژی دام وطیور به‌طور اختصاصی در علوم دامی به بررسی و مطالعه نقش عوامل فیزیولوژیکی در تولیدمثل و افزایش راندمان تولیدمثلی و تغذیه و گوارش و رشد و محیط در بهبود تولید و فیزیولوژی تولید مثل برای افزایش نتاج و افزایش فراورده‌ها ی دام و تولیدات دامی می‌پردازد.
تغذیه دام به‌طور اختصاصی در علوم دامی به بررسی تغذیه و جیره‌نویسی به جهت استفادهٔ اقتصادی و مطلوب کم‌ترین جیره با بیشترین بازدهی و همچنین پیشگیری و درمان ناهنجاری‌های متابولیک می‌پردازد.
ژنتیک و اصلاح نژاد دام به‌طور اختصاصی به بررسی ژنتیک دام جهت اصلاح نژاد به رسیدن به دامی با حداکثر توان بالقوه تولیدمثلی و رشد سریع مثل دوقلو و چند قلوزایی و اصلاح لاین و اجداد طیور و خصوصیات مطلوب و حذف عوامل نامطلوب در نسل‌های بعد می‌پردازد.
علوم تغذیه طیور به‌طور اختصاصی به پرورش تخصصی به تغذیه انواع ماکیان و جیره‌نویسی و بهداشت و پیشگیری ناهنجاری‌های متابولیکی می‌پردازد

## بازار کار
برای دانشجویان کشاورزی به‌ویژه علوم دامی وضعیت استخدام در بخش‌های دولتی بسیار محدود می‌باشد اما در بخش خصوصی برخلاف بخش دولتی بسیار متنوع می‌باشد و با حداقل سرمایه‌گذاری نیز امکان‌پذیر است.
کارشناسان علوم دامی با ایجاد مزرعه پرورش در ابعاد خیلی کوچک روستایی با حداقل سرمایه تا ابعاد بزرگ صنعتی درآمدزایی بالایی را می‌توانند ایجاد کنند.
با توجه به تقاضای روزافزون و بالای محصولات پروتئینی و لبنی با توجه افزایش جمعیت و از طرفی عدم رشد واحدهای دامپروری متناسب با جمعیت و همچنین نداشتن محدودیت در توسعه و بزرگتر کردن مجموعه به مرور زمان می‌توان درآمد پرورش را نامحدود تصور کرد و افراد دارای تحصیلات کارشناسی و بالاتر می‌توانند درکنار پرورش، ارائهٔ خدمات فنی و مهندسی و ویزیت از فارم‌ها و مزارع پرورش انواع دام و طیور همانند جیره نویسی و تلقیح مصنوعی و سم چینی و اقدامات بهداشتی و مشاوره در راه‌اندازی و سرمایه‌گذاری و آموزش را عهده‌دار شوند.
افرادی که در مقطع دیپلم و کاردانی فارغ‌التحصیل می‌گردند در حوزهٔ پرورش انواع دام و ماکیان مشغول به کار می‌گردند و فارغ‌التحصیلان مقطع کارشناسی و بالاتر می‌توانند مشاغل زیر را بر عهده بگیرند:
- مسئولیت فنی واحدهای تولیدی دام و ماکیان و زنبور عسل و کرم ابریشم و آبزیان در صورت اخذ رتبه‌بندی و پذیرش در آزمون مسئولیت فنی نظام مهندسی کشاورزی
- ایجاد شرکت‌ها و مراکز خدمات دامپروری
- انجام تلقیح مصنوعی و تشخیص آبستنی و ناهنجاری‌های تولیدمثلی با استفاده از سونوگرافی در صورت دیدن دوره آموزشی.
- کارشناس اصلاح نژاد دام در مراکز اصلاح نژاد
- متخصص تغذیه دام و طیور و جیره‌نویس غذایی در مجتمع‌های دامپروری و کارخانه‌های تولید خوراک دام
- مشاورهٔ پرورش و نگهداری و تغذیه انواع حیوانات همراه (پت) و پرندگان زینتی و راه‌اندازی پت شاپ
- به عنوان مدرس در هنرستان‌های کشاورزی
- ایجاد واحد دامپروری سنتی یا روستایی و نیمه صنعتی و صنعتی در صورت داشتن سرمایه لازم
- کارشناس پژوهش و همکاری در پروژه‌های پژوهشی و تحقیقاتی
- تأسیس و مدیریت واحدهای تولیدی پرورش مرغ مادر و تخمگذار
- ایجاد استخرهای پرورش آبزیان ماهی و میگو
- ایجاد زنبورستان و پرورش زنبورعسل
- عضویت در سازمان نظام مهندسی کشاورزی و تأسیس دفتر فنی مهندسی دامپروری کوچک در روستاها و شهرهای کوچک و گسترش آن تا شرکت‌های خدمات دامپروری بزرگ با مجوز از سازمان نظام مهندسی کشاورزی
- تأسیس گاوداری شیری یا پرواری
- تأسیس گوسفندداری پرواری یا داشتی یا شیری
- پرورش انواع بز شیری و گوشتی
- تأسیس مزرعه پرورش انواع ماکیان مانند قرقاول و بلدرچین و بوقلمون
- تأسیس اصطبل اسب

## علوم مرتبط
- کشاورزی
- بیوشیمی
- دامپزشکی
- تغذیه
- ژنتیک
- فیزیولوژی
- جانورشناسی
- گیاه‌شناسی
- اصلاح نژاد
- حشره‌شناسی